# Australia ai XXI Giochi olimpici invernali
L'Australia ha partecipato ai XXI Giochi olimpici invernali di Vancouver, che si sono svolti dal 12 al 28 febbraio 2010, con una delegazione di 38 atleti.

## Medaglie
| Sport     | Oro | Argento | Bronzo | Totale |
| --------- | --- | ------- | ------ | ------ |
| Freestyle | 1   | 1       | 0      | 2      |
| Snowboard | 0   | 1       | 0      | 1      |

| Medaglia | Nome            | Sport     | Evento             |
| -------- | --------------- | --------- | ------------------ |
| Oro      | Lydia Lassila   | Freestyle | Salti femminile    |
| Oro      | Torah Bright    | Snowboard | Halfpipe femminile |
| Argento  | Dale Begg-Smith | Freestyle | Gobbe maschile     |

## Biathlon
| Gara              | Atleta        | Penalità    | Tempo d'arrivo | Posizione |
| ----------------- | ------------- | ----------- | -------------- | --------- |
| 10 km sprint      | Alex Almoukov | 4 (3+1)     | 30'57"9        | 87        |
| 20 km individuale | Alex Almoukov | 4 (1+1+2+0) | 57'37"6        | 78        |

## Bob
| Gara                | Equipaggio                                                                  | Manche 1   | Manche 2 | Manche 3 | Manche 4 | Totale  | Posizione |
| ------------------- | --------------------------------------------------------------------------- | ---------- | -------- | -------- | -------- | ------- | --------- |
| Bob a due maschile  | Chris Spring Duncan Harvey                                                  | non finito |          |          |          |         |           |
| Bob a due maschile  | Christopher Spring Duncan Harvey (1ª-2ª manche) Anthony Ryan (3ª-4ª manche) | 53"14      | 54"41    | 53"18    |          | 2'40"73 | 22        |
| Bob a due femminile | Astrid Loch-Wilkinson Cecilia McIntosh                                      | 54"85      | 54"66    | 55"16    |          | 2'44"67 | 19        |

L'Australia doveva anche partecipare nel bob a quattro, ma ha poi rinunciato perché due membri dell'equipaggio, Duncan Harvey e Duncan Pugh, avevano sofferto di una commozione cerebrale. Gli altri due membri dell'equipaggio avrebbero dovuto essere Jeremy Rolleston e Anthony Ryan.

## Freestyle
| Gara            | Atleta          | Qualificazioni | Qualificazioni | Qualificazioni | Qualificazioni | Qualificazioni | Finale | Finale | Finale | Finale | Finale    |
| Gara            | Atleta          | Curve          | Salti          | Tempo          | Totale         | Posizione      | Curve  | Salti  | Tempo  | Totale | Posizione |
| --------------- | --------------- | -------------- | -------------- | -------------- | -------------- | -------------- | ------ | ------ | ------ | ------ | --------- |
| Gobbe maschile  | Dale Begg-Smith | 13,6           | 4,91           | 6,52           | 25,03          | 4              | 14,2   | 5,43   | 6,95   | 26,58  |           |
| Gobbe maschile  | Ramone Cooper   | 11,4           | 4,19           | 5,52           | 21,11          | 27             |        |        |        |        |           |
| Gobbe femminile | Britteny Cox    | 10,7           | 4,02           | 5,15           | 19,87          | 23             |        |        |        |        |           |

| Gara            | Atleta        | Qualificazioni | Qualificazioni | Qualificazioni | Qualificazioni | Finale   | Finale   | Finale | Finale    |
| Gara            | Atleta        | 1° salto       | 2° salto       | Totale         | Posizione      | 1° salto | 2° salto | Totale | Posizione |
| --------------- | ------------- | -------------- | -------------- | -------------- | -------------- | -------- | -------- | ------ | --------- |
| Salti maschile  | David Morris  | 105,09         | 115,93         | 221,02         | 13             |          |          |        |           |
| Salti femminile | Jacqui Cooper | 89,00          | 75,60          | 164,60         | 11             | 90,82    | 103,47   | 194,29 | 5         |
| Salti femminile | Lisa Gardner  | 87,88          | 75,11          | 162,99         | 10             | 63,09    | 23,61    | 86,70  | 12        |
| Salti femminile | Lydia Lassila | 85,65          | 81,90          | 167,55         | 9              | 106,25   | 108,49   | 214,74 |           |
| Salti femminile | Bree Munro    | 63,09          | 23,61          | 86,70          | 12             |          |          |        |           |

| Gara                | Atleta        | Qualificazioni | Qualificazioni | Ottavi | Quarti | Semifinali | Finale |
| ------------------- | ------------- | -------------- | -------------- | ------ | ------ | ---------- | ------ |
| Ski cross maschile  | Scott Kneller | 1'13"85        | 12             | 2      | 2      | 3          | 7      |
| Ski cross femminile | Katya Crema   | 1'20"19        | 17             | 2      | 3      |            |        |
| Ski cross femminile | Jenny Owens   | 1'19"80        | 15             | 2      | 3      |            |        |

## Pattinaggio di figura
| Gara                  | Atleta       | Breve | Breve | Libero | Libero | Totale | Totale |
| Gara                  | Atleta       | Punti | Pos.  | Punti  | Pos.   | Punti  | Pos.   |
| --------------------- | ------------ | ----- | ----- | ------ | ------ | ------ | ------ |
| Individuale femminile | Cheltzie Lee | 52,16 | 18    | 86,00  | 20     | 138,16 | 20     |

## Pattinaggio di velocità
| Gara   | Atleta      | Tempo 1 | Tempo 2 | Totale  | Posizione |
| ------ | ----------- | ------- | ------- | ------- | --------- |
| 500 m  | Sophie Muir | 39"649  | 39"400  | 1'19"04 | 29        |
| 1000 m | Sophie Muir | 1'18"79 | 1'18"79 | 1'18"79 | 30        |

## Sci alpino
| Gara    | Atleta       | Tempo   | Posizione |
| ------- | ------------ | ------- | --------- |
| Super-g | Craig Branch | 1'32"89 | 29        |
| Super-g | Jono Brauer  | 1'32"92 | 30        |
| Discesa | Craig Branch | 1'57"19 | 34        |
| Discesa | Jono Brauer  | 1'58"08 | 38        |

## Sci di fondo
| Gara                   | Atleta  | Tempo d'arrivo | Posizione |
| ---------------------- | ------- | -------------- | --------- |
| 15 km a tecnica libera | Ben Sim | 35'48"6        | 45        |
| 30 km inseguimento     | Ben Sim | 1h 23'25"8     | 47        |

| Gara              | Atleta              | Qualificazioni | Qualificazioni | Quarti di finale | Quarti di finale | Semifinali | Semifinali | Finale | Finale    |
| Gara              | Atleta              | Tempo          | Pos.           | Tempo            | Pos.             | Tempo      | Pos.       | Tempo  | Posizione |
| ----------------- | ------------------- | -------------- | -------------- | ---------------- | ---------------- | ---------- | ---------- | ------ | --------- |
| Individuale       | Paul Murray         | 3'52"96        | 55             |                  |                  |            |            |        |           |
| Sprint di squadra | Ben Sim Paul Murray |                |                |                  |                  | 19'57"0    | 10         |        |           |

| Gara        | Atleta          | Qualificazioni | Qualificazioni | Quarti di finale | Quarti di finale | Semifinali | Semifinali | Finale | Finale    |
| Gara        | Atleta          | Tempo          | Pos.           | Tempo            | Pos.             | Tempo      | Pos.       | Tempo  | Posizione |
| ----------- | --------------- | -------------- | -------------- | ---------------- | ---------------- | ---------- | ---------- | ------ | --------- |
| Individuale | Ester Bottomley | 4'05"12        | 50             |                  |                  |            |            |        |           |

## Short track
| Gara   | Atleta             | Batterie | Batterie | Quarti di finale | Quarti di finale | Semifinali | Semifinali | Finale   | Finale |
| Gara   | Atleta             | Tempo    | Pos.     | Tempo            | Pos.             | Tempo      | Pos.       | Tempo    | Pos.   |
| ------ | ------------------ | -------- | -------- | ---------------- | ---------------- | ---------- | ---------- | -------- | ------ |
| 500 m  | Tatiana Borodulina | 44"901   | 3        |                  |                  |            |            |          |        |
| 1000 m | Tatiana Borodulina | 1'32"509 | 1        | 1'32"465         | 2                | 1'29"663   | 3          | 1'32"661 | 7      |
| 1500 m | Tatiana Borodulina |          |          | 2'27"408         | 2                | 2'21"617   | 4          | 2'43"051 | 11     |

| Gara   | Atleta      | Batterie | Batterie | Quarti di finale | Quarti di finale | Semifinali | Semifinali | Finale | Finale |
| Gara   | Atleta      | Tempo    | Pos.     | Tempo            | Pos.             | Tempo      | Pos.       | Tempo  | Pos.   |
| ------ | ----------- | -------- | -------- | ---------------- | ---------------- | ---------- | ---------- | ------ | ------ |
| 1000 m | Lachlan Hay | 1'26"132 | 4        |                  |                  |            |            |        |        |

## Skeleton
| Gara              | Atleta             | Manche 1 | Manche 2 | Manche 3 | Manche 4 | Totale  | Posizione |
| ----------------- | ------------------ | -------- | -------- | -------- | -------- | ------- | --------- |
| Singolo maschile  | Anthony Deane      | 54"55    | 54"12    | 54"68    | -        | -       | 23        |
| Singolo femminile | Melissa Hoar       | 54"73    | 54"48    | 54"48    | 54"53    | 3'38"22 | 12        |
| Singolo femminile | Emma Lincoln-Smith | 54"28    | 54"41    | 54"54    | 54"40    | 3'37"63 | 11        |

## Slittino
| Gara              | Atleta               | Manche 1 | Manche 2 | Manche 3 | Manche 4 | Totale   | Posizione |
| ----------------- | -------------------- | -------- | -------- | -------- | -------- | -------- | --------- |
| Singolo femminile | Hannah Campbell-Pegg | 42"527   | 42"570   | 42"606   | 42"519   | 2'50"222 | 23        |

## Snowboard
| Gara               | Atleta         | Qualificazioni | Qualificazioni | Semifinali           | Semifinali           | Finale    | Finale    |
| Gara               | Atleta         | Punteggio      | Pos.           | Punteggio            | Pos.                 | Punteggio | Posizione |
| ------------------ | -------------- | -------------- | -------------- | -------------------- | -------------------- | --------- | --------- |
| Halfpipe maschile  | Scott James    | 28,2           | 12             |                      |                      |           |           |
| Halfpipe maschile  | Ben Mates      | 29,6           | 9              | 27,5                 | 11                   |           |           |
| Halfpipe femminile | Torah Bright   | 45,8           | 1              | di diritto in finale | di diritto in finale | 45,0      |           |
| Halfpipe femminile | Holly Crawford | 39,5           | 7              | 41,7                 | 1                    | 30,3      | 8         |

| Gara                        | Atleta       | Qualificazioni | Qualificazioni | Ottavi | Quarti | Semifinale | Finale |
| --------------------------- | ------------ | -------------- | -------------- | ------ | ------ | ---------- | ------ |
| Gigante parallelo femminile | Johanna Shaw | 1'26"10        | 19             |        |        |            |        |

| Gara                      | Atleta           | Qualificazioni | Qualificazioni | Ottavi | Quarti | Semifinali | Finale |
| ------------------------- | ---------------- | -------------- | -------------- | ------ | ------ | ---------- | ------ |
| Snowboard cross maschile  | Damon Hayler     | 1'21"81        | 9              | 2      | 4      |            |        |
| Snowboard cross maschile  | Alex Pullin      | 1'20"15        | 1              | 3      |        |            |        |
| Snowboard cross femminile | Stephanie Hickey | 1'35"26        | 18             |        |        |            |        |